# Farna (Štětín)
Farna (česky Farní; do roku 1945: Große Domstraße, 1945–1955 ulica Subisława) je ulice o délce 242,1 m na Starém Městě ve čtvrti Śródmieście ve Štětíně. Vede z severovýchodu na jihozápad. V celé délce je ulice obousměrná.

## Dějiny
Současný název ulice Farné odkazuje na historický název Große Domstraße a označuje umístění ulice poblíž nedochované stavby Kostela Panny Marie na Starém Městě.
První zmínky o „ulici [umístěné] vedle hlavního farního kostela“ pocházejí ze začátku 14. století (platea summi, 1306; dumstrate, 1324). V 16. století se začal používat název „Veliká farní ulice“ (Große Domstrate, 1509; Große Thum Straße, 1592). V roce 1729 se v budově č. 1 na rohu Mariánského náměstí narodila princezna Sophia Frederick Augustus von Anhalt-Zerbst, pozdější carevna Kateřina II. Veliká. V roce 1811 byla ulice přejmenována na Große Domstraße. V roce 1900 nebo 1901 v domě na rohu Uhelného trhu (nyní část ulice Grodzké) otevřel štětínský obchodník Paul Letsch obchodní dům s názvem „Kaufhaus Letsch“.
Během druhé světové války byly budovy Große Domstraße zničeny. Po válce byly zbořeny zříceniny činžovních domů. Zachovaly se pouze nárožní budova č. 1 na rohu s Mariánském náměstím a Profesorské domy na rohu s náměstím Polského vojáka. V 60. letech 20. století byly volné parcely zastavěny vícepodlažními bloky se šikmými střechami a budovou základní školy č. 63.